# ジオコスモス
ジオコスモス（希 geocosmos ; 英：geocosm）は、「地下世界」や「大地の世界」、あるいは「地球世界」と訳される地球を中心とした領域を指す。

## 概論
ジオコスモスは、とくに西欧のルネサンス期から17世紀にかけて興隆した概念で、宇宙というマクロコスモスと人体というミクロコスモスの照応だけでなく、人体と地下世界の類比、あるいは大宇宙と大地内部の類比をみる考え方である。

## 背景
西欧ルネサンス期（14-15世紀）のイタリアに、古代ギリシア・ローマの著作家の古典にたいする文献学的かつ文法学的な志向性をもつ「人文主義」と呼ばれる知的運動が隆盛した。人文主義者たちの活動をとおして、古代の古典にたいする知識が増大し、より原典に近いテクストが手に入るようになった。とりわけ、ディオスコリデス の医薬本草書『マテリア・メディカ』 Materia medica に医師たちの関心は集まった。こうした関心は植物だけにはとどまらなかった。とくにアルプス以北では、古代人たちの記した鉱物と実際に鉱山労働者たちに知られている鉱物との対応を知る必要が感じられるようになった。この要請にいち早く応えたのが、ボヘミア山地の鉱山地帯の医者であったゲオルク・アグリコラであった。

## 変遷

### アグリコラ
アグリコラの著作でとくに有名なのは、鉱山技術についての百科全書的な書『デ・レ・メタリカ』 De re metallica (バーゼル、1550年）だが、地球内部にかんすることや山、川、泉、鉱物・金属の形成についてまとめたルネサンス期でもっとも重要な地学書『地下の事物の原因と起源について』 De ortu et causis subterraneorum （バーゼル、1546年）も著した。アグリコラの記述では、当時の大学教育で採用されていたアリストテレスの著作の他に、古代ローマのストア主義者セネカの『自然研究』 Quaestiones naturales が多用され、スポンジ状の地下を流れる蒸気や水についての説明がされている。アグリコラの著作は、ルネサンス期の地下世界の議論において重用され、議論の枠組みに大きな影響を与えた。

### フィチーノ
地下世界についての思考へのもうひとつ画期的な人文主義の影響は、プラトン主義の復活であった。古代ギリシアの哲学者プラトンの対話篇は、宇宙論を扱った『ティマイオス』以外はそれまで西欧でほとんど知られていなかった。フィレンツェのプラトン主義者マルシリオ・フィチーノは、すべてのプラントンの対話篇を翻訳した。さらにフィチーノは、伝統的なアリストテレス主義的な自然学の根幹をプラトン主義的な形而上学で置きかえることを意図し、種々の注解作品のなかでルネサンス期の宇宙論に大きな影響を与える独自のアイデアを展開していった。フィッチーノの影響を受けたルネサンス期のプラトン主義者たちは、世界という大宇宙（マクロクスモス）と人間という小宇宙（ミクロコスモス）の対応という古代からあるアイデアを好んで発展させた。また、すべての事物が生き、成長し、消滅していくというライフ・サイクルを鉱物界や地下世界に認めたことも特筆すべき点である。そこでは、大地や宇宙そのものが一種の霊魂を持って生きていると理解された。

### パラケルスス
つづく17世紀の地下世界についての思考の伝統に寄与したもうひとつの大きな勢力が、フィチーノの影響を受けたキミアの信奉者たちだった。キミアとは錬金術と化学を恣意的に区別しない当時の知の伝統である。スイス人医師パラケルススから大きな影響を受けていたことから、彼らの多くは「パラケルスス主義者」とも呼ばれる。彼らの著作に見出される地下世界観は、アリストテレス主義の伝統がうまく吸収できなかった、旧約聖書の『創世記』に見られる天地創造の物語を巧みに取り入れることに成功している。その代表例が、英国のパラケルスス主義者ロバート・フラッドのものだろう。フラッドの宇宙観の影響を受けた17世紀中葉の著作家たちは、宇宙というマクロコスモスと人体というミクロコスモスの対応だけでなく、地球の内部に人体の血液循環の類比を読みとるなど、人体と地下世界の類比、あるいは大宇宙と大地内部の類比をみる考えを発展させた。それが「ジオコスモス」である。

### キルヒャー
こうしたルネサンス期からのキミアの伝統のなかから、地下世界像をとり扱う学問ジャンルが17世紀半ばに姿をあらわす。それが「地下世界の自然学」 physica subterranea である。この概念を多くの図像とともに読者にインパクトを与えるかたちで訴えることに成功したのが、ローマのイエズス会士アタナシウス・キルヒャーの記念碑的な著作『地下世界』 Mundus subterraneus  (アムステルダム、1655-1656）である。キルヒャーの地下世界像をキミアの伝統に添うかたちでさらに展開させたものが、ヨハン・ヨアヒム・ベッヒャーによる『地下世界の自然学』 Physica subterranea (ライプツィヒ、1669年）に見出せる。

### ライプニッツ
17世紀には、デカルトが幾何学を基礎にして地球生成の機械論的なメカニズムを提唱する。デカルト的な解釈だけではなく、キミアの伝統におけるジオコスモス観をひとつの著作に反映させたものが、哲学者ライプニッツの死後に出版された彼の総合的な地学書『プロトガイア』 Protogaea （ゲッティンゲン、1749年）なのである。